# パブクイズ

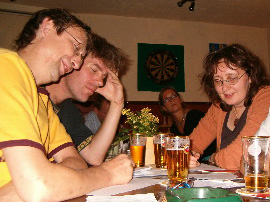
パブクイズ（アムステルダムにて）

パブクイズ (pub quiz) は、パブまたはバーで行われるクイズ。quiz nights,  trivia nights, bar triviaとも呼ばれる。パブクイズは、他の日にはパブにいない客をパブに誘引することができる。パブクイズは、パブゲームの中でも現代的なものである。様々な形式やトピックのパブクイズがあるが、多くの共通点がある。パブクイズは1970年代にイギリスでバーンズ・アンド・ポーターにより確立され、イギリス文化の一部となった。毎年行われるThe Great British Pub Quiz challengeというイベントがある。アイリッシュパブでの定番のイベントであり、通常は英語で行われる。